# 能古島
能古島（のこのしま）は、福岡県福岡市西区に属する、博多湾の島である。現行の行政地名は、能古。2024年2月末時点の人口は621人。郵便番号は819-0012。福岡市の中心部から、船で10分程度で来られるため、行楽地として利用する福岡市民も見られる。福岡県内ではアブラナ・サクラ・コスモス・スイセンの花の名所として知られ、これらが咲く時期などは島内が混雑する。

## 地理

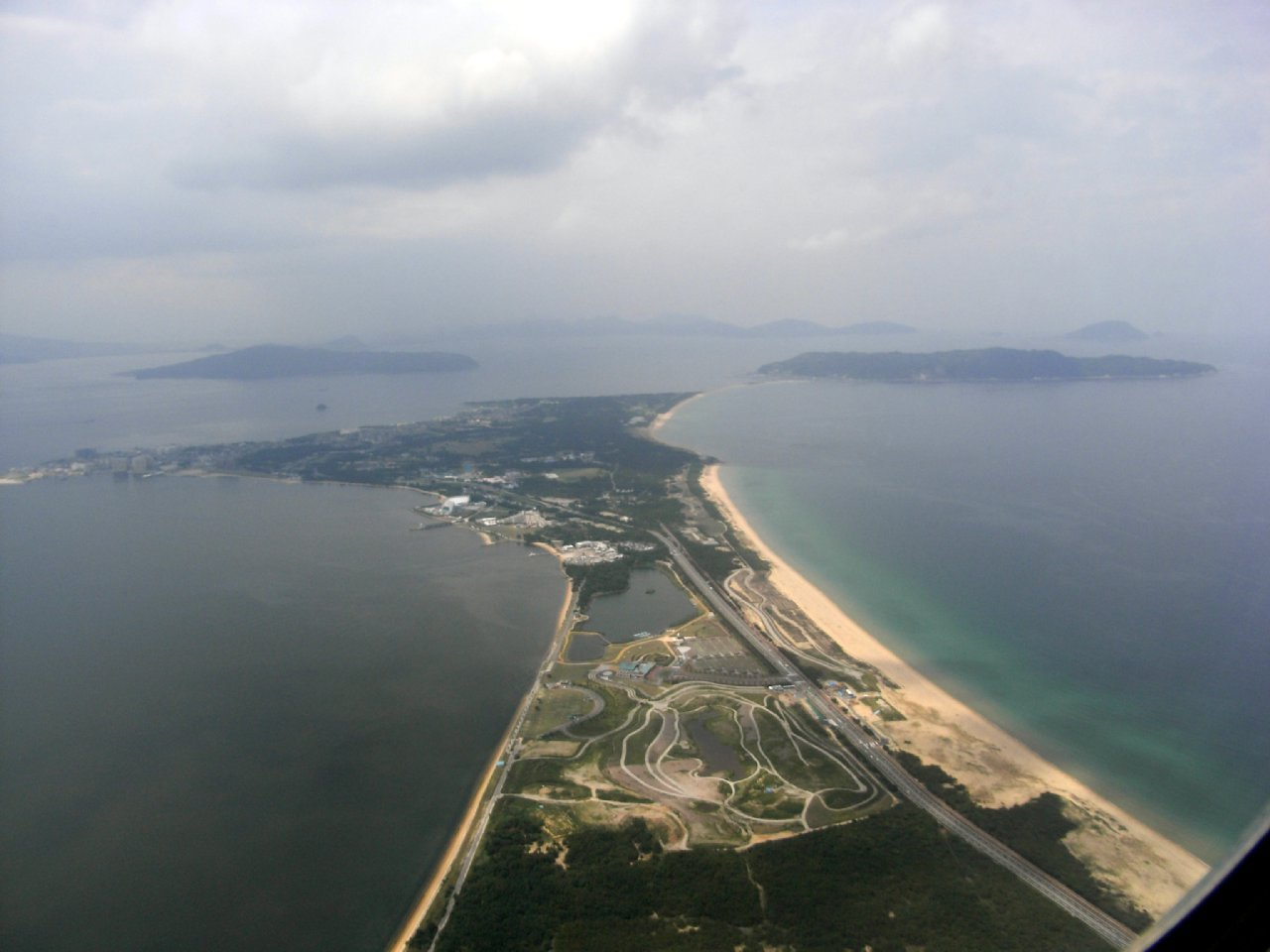
海ノ中道上空から撮影した写真。白く見える雲の真下付近、左奥の島が能古島である。他に志賀島（右）と玄界島（右奥）も見える。

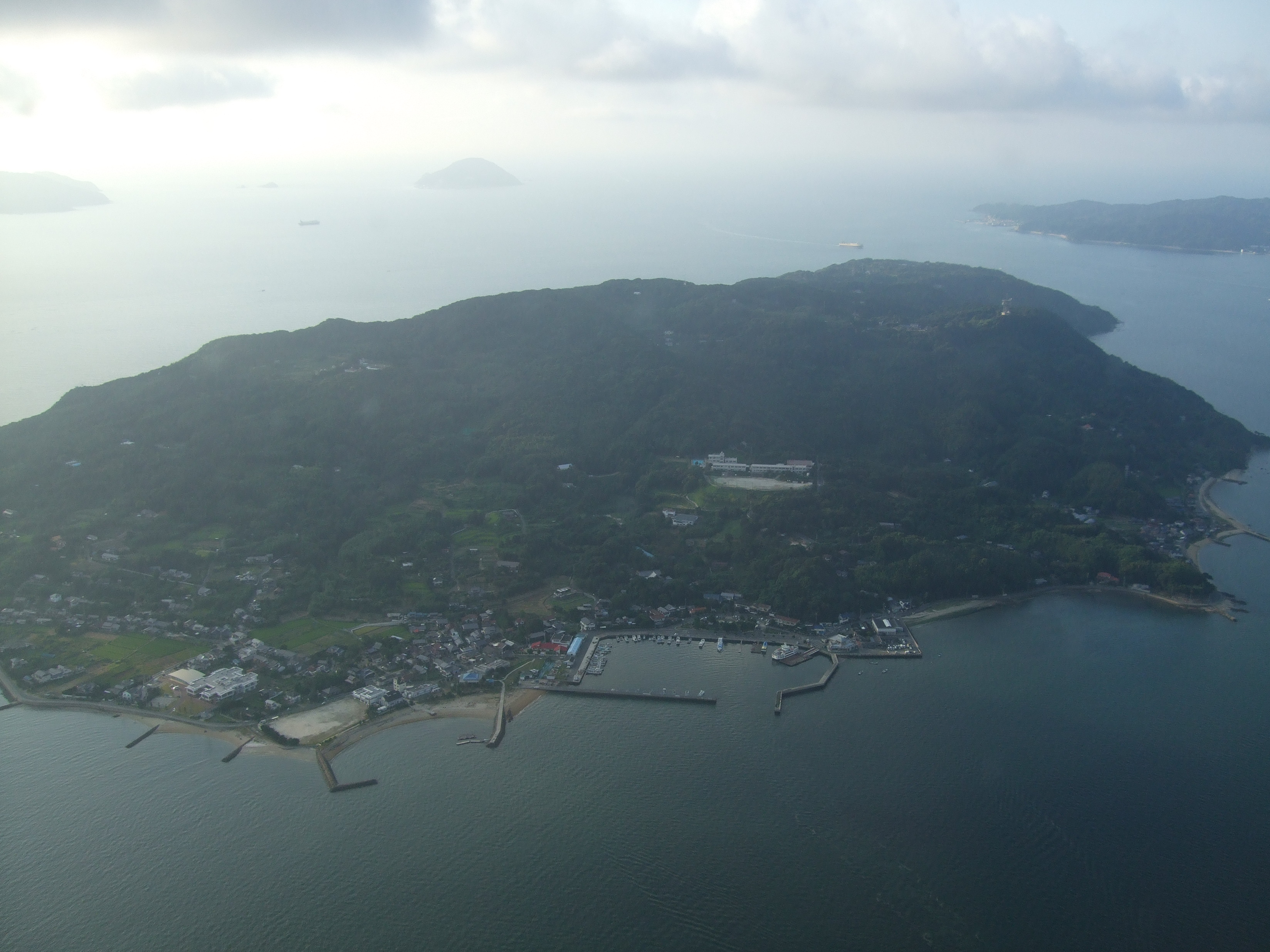
上空から見た能古島。

能古島は博多湾内に位置し、南北3.5キロメートル、東西2キロメートル、周囲12キロメートル、面積3.95平方キロメートル程の大きさである。島内には山も見られ、三角点が置かれている地点の標高は、195.0メートルである。

### 地質
島の西海岸には、3億年前の変斑れい岩・結晶片岩が見られる。その横には1億年前の花崗岩がある。4000万年前の礫岩・紫赤色頁岩からなる残島層（のこのしまそう）も、島内で露頭が見られる。港の防波堤の横には、500万年前に噴出したマグマの火道が残り、含鉄玄武岩は島の各地で見られる。

### 福岡市市街地との関係
姪浜港から福岡市営渡船で10分と近いこともあり、離島振興法の指定地域ではなく、1970年に市街化調整区域の指定を受け今日に至っている。住民基本台帳上の人口は2021年8月末時点で350世帯、666人である。
能古島内には中学校までしかない。福岡市立能古小学校と福岡市立能古中学校が同じ敷地内に校舎を接して建っている。福岡市で初の小中一貫校である。2018年現在は福岡市教育委員会から指定を受けて、福岡市全域から生徒が通学しており、1クラス15人から20人の少人数教育が行われている。

## 歴史
能古島の「能古」の文字には、歴史的な変遷が見られる。古くは「残」「能許」「能護」「能挙」「乃古」とも記載された。能古島が初めて登場する文献は『平安遺文』であり、731年（天平3年）頃の住吉神社の社領を記述した文中に「能護嶋」の名で登場した。また『筑前国続風土記』では「神宮皇后が帰朝の時、この島に住吉の神霊を残し留めて、異国の降伏を祈ったので残の島と言う」とある。

### 上古
神子柴系石器群の磨製石器の片刃の斧が見付かり、島北端の也良でも磨製石器の斧が見付かった。
また、島内各地から黒曜石製の打製石器が発見された。
島の南東部の高台に位置する北浦遺跡や島南部の西遺跡では、弥生時代前期末から中期前葉の弥生土器が発見された。
島南東部には箱式石棺墓が現存するものの、出土遺物が無いため陵墓の建造時期は不明である。島の南側には7世紀前後の古墳である早田古墳群があり、2基の横穴式石室が現存する。島の中央部にも鬼塚古墳と呼ばれる古墳が有ったとされるが、1941年の開墾で消滅したとされる。

### 古代
古代の郡制で、島は早良郡に組み込まれた。奈良時代には島北端の也良岬（やらみさき）に、防人が設置された。
『万葉集』には
| 「 | 沖つ鳥 鴨とふ船の 帰り来ば 也良の防人 早く告げこそ | 」 |

| 「 | 沖つ鳥 鴨とふ船は 也良の崎 廻みて遭ぎ来と 聞え来ぬかも | 」 |

という短歌が収載されている。
また、遣新羅使が寄港地であった対岸の糸島半島の唐泊で出航を待つ心情を綴った
| 「 | 韓亭 能許の浦 波立ちぬ日はあれども 家に恋ひぬ日はなし | 」 |

| 「 | 風吹けば 沖つ白波 恐みと 能許の亭に 数多夜ぞ寝る | 」 |

という短歌も『万葉集』に残されている。
平安時代中期に編纂された『延喜式』兵部式には、島に馬牧が有った旨の記述が残されている。島の中心に現存する「古土手」と呼ばれる土塁遺構は、馬牧の境界だったと考えられている。

### 中世
島南東の城ノ浦には、北浦城（または城崎城）の遺構が残っている。『筑前国続風土記』や『早良郡志』では築城者として山上憶良と、藤原純友の家臣であった伊賀寿太郎の2名を挙げている。
能古島は、中世において、外国勢力による略奪が行われた土地でもある。1019年（寛仁3年）の刀伊の入寇では4月8日から4月11日の3日間に刀伊が軍を置き、早良郡全体の被害よりも多くのウシやウマが能古島から略奪された旨が『小右記』に記録されている。
1281年（弘安4年）の弘安の役では、島に元の軍隊が上陸した旨が『八幡愚童訓』に記録されている。
戦国時代は大友氏の家臣であった高橋鑑種の所領だった。石高は25石だった。

### 近世
近世初頭に島は「残島浦」として筑前五ヶ浦に数えられ、廻船の根拠地の1つとして繁栄した。島南部の白鬚神社も海神である住吉大神を祀っているため廻船乗組員の寄進を受けており、1689年（元禄2年）に建立された鳥居には寄進した廻船業者の名が残されている。
江戸時代には福岡藩がニホンジカの狩り場としていた。しかしニホンジカが農産物を荒らすため、対策として1836年（天保7年）に島の南北を海の中まで分断するような石垣を完成させ、島南側の耕地へのニホンジカの侵入を防いだ。これは鹿垣と呼ばれ、幅3 m の溝を掘り、溝の南側に高さ2 m に土を盛って土塁を作り、その土塁の北面に30 - 50 cm 大の石を積んだ構造であった。幕末の1853年（嘉永6年）には、この狩場でスターリングのイギリス東洋艦隊の提督が鹿狩りに興じた。
島南部には1基の登窯が現存している。これは能古焼と呼ばれ、伊万里焼系の染付磁器と高取焼系の陶器を焼いた窯である。この窯は『筑前国続風土記』によると、1764年（明和元年）から1781年（天明元年）まで期間のみ操業したとされる。能古焼としては唯一の現存物とされる花瓶が、この窯に隣接する能古博物館で保存・展示されている。
1861年（文久元年）には、福岡藩によって異国船対策の台場が設置された。

### 明治以降
明治維新以降の能古島は江戸時代のような廻船は廃れ、島での主要産業は沿岸漁業と棚田を利用した農業であった。ただし農業では柑橘類の栽培が目立つようになった。
1889年に早良郡残島村が置かれ、1941年10月15日に福岡市へ吸収合併された。島内の人口は1950年代に記録した約1500人を極大値として、徐々に減少した。
作家の檀一雄が晩年を過ごした島でもあり、その娘の檀ふみの著書『父の縁側、私の書斎』には、島内での一雄の生活が記述された。檀一雄が詠んだ最後の句である「モガリ笛いく夜もがらせ花ニ逢はん」が記された文学碑が建立された。なお、毎年5月の第3日曜日に、檀一雄を偲んで「花逢忌」が営まれてきた。

## 人口
能古島の人口の推移を福岡市の住民基本台帳（公称町別）に基づき示す（単位：人）。集計時点は各年9月末現在である。
- 2001年：808
- 2002年：815
- 2003年：801
- 2004年：792
- 2005年：770
- 2006年：782
- 2007年：767
- 2008年：760
- 2009年：784
- 2010年：790
- 2011年：783
- 2012年：740
- 2013年：736
- 2014年：707
- 2015年：692
- 2016年：694
- 2017年：690
- 2018年：694
- 2019年：685
- 2020年：679
- 2021年：670
- 2022年：658
- 2023年：644

## 観光

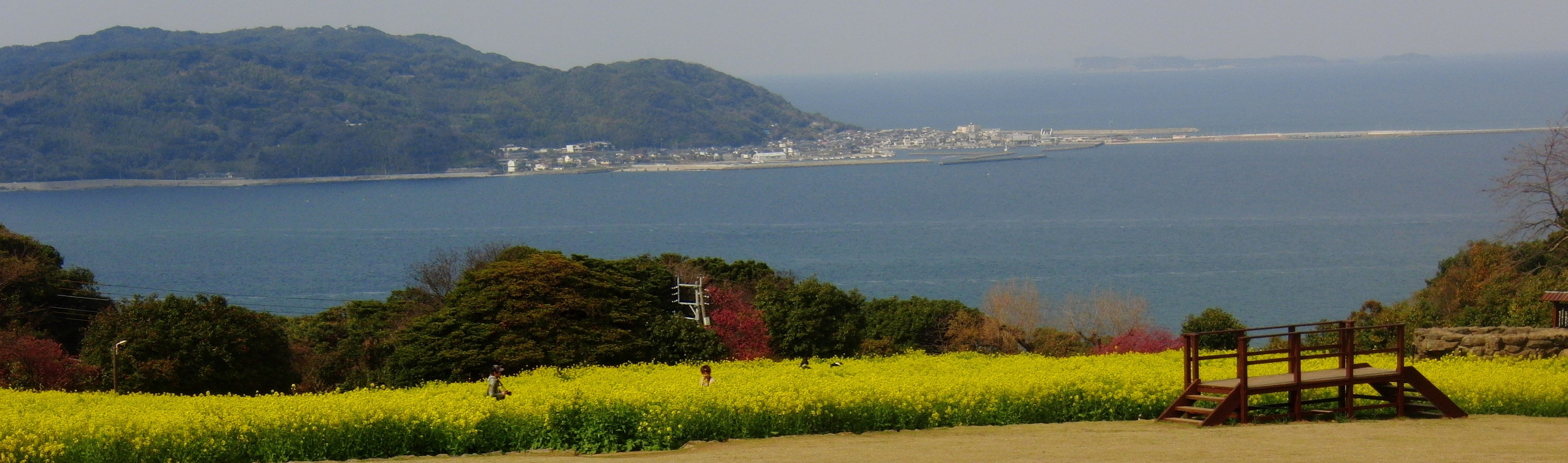
のこのしまアイランドパークからの眺め。志賀島と海の中道が望める。

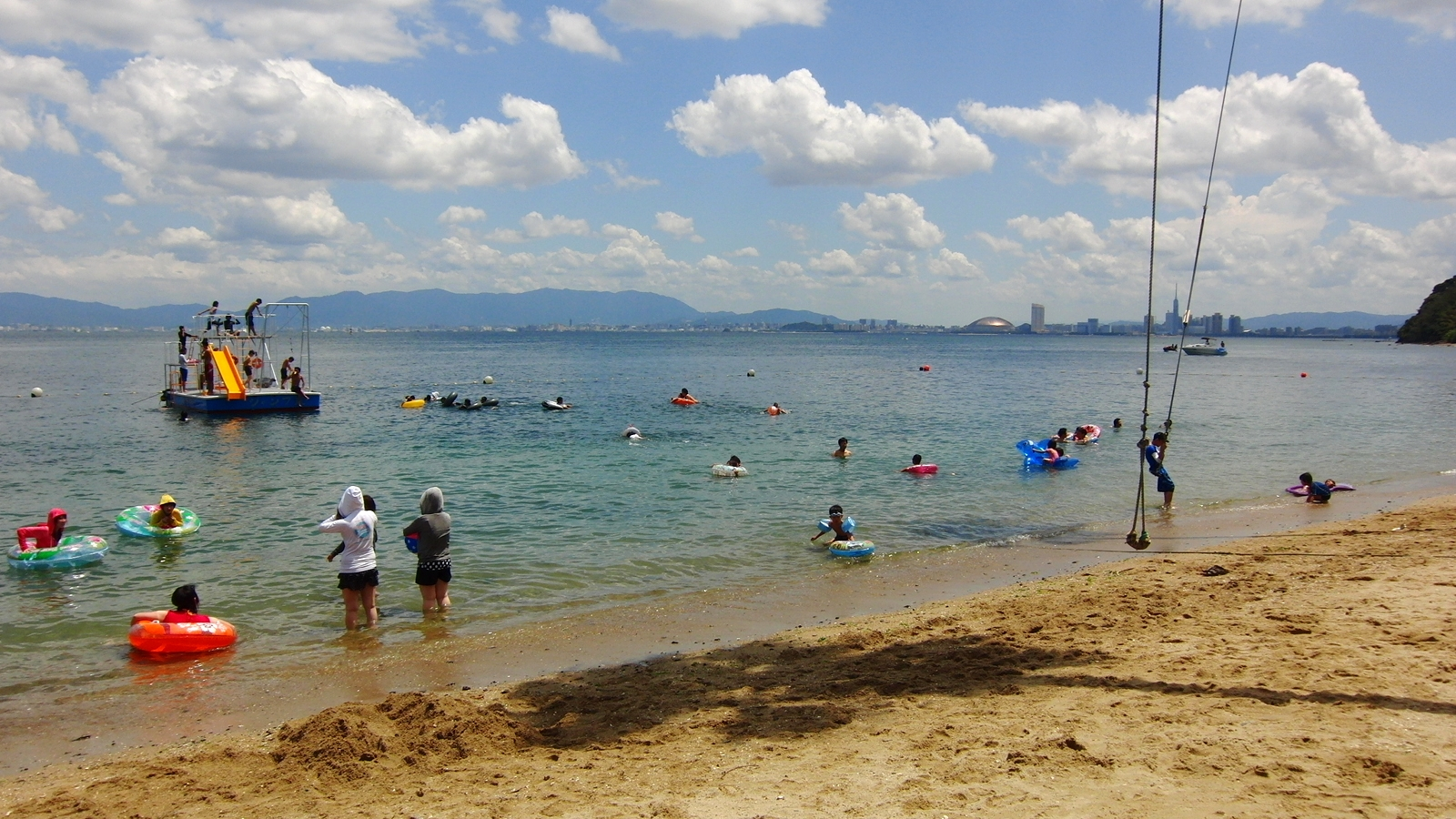
能古島キャンプ村海水浴場

- のこのしまアイランドパーク - 春のアブラナ・秋のコスモス・冬のスイセンが咲く。
- 能古島キャンプ村海水浴場
- 北浦海水浴場
- 展望台 - 博多湾を一望できる。
- 能古渡船場 - 姪浜港から定期船が接岸する。
- 亀陽文庫能古博物館
- 能古夢珈琲園 - コーヒー豆の自家栽培を試みていたものの、閉園した。
- 白鬚神社 - 能古島の産土神で、祭神は住吉大神、神功皇后、志賀明神（しかみょうじん）など。毎年10月に開催される宮座行事は福岡市無形民俗文化財に指定されている。御神体を奉納した箱の裏には「白鬚の神が本の辻より古宮の地に移されしは白鳳元年なり」とあり、伝承によれば白鬚神社の御神体は、元々は能古山頂に近い本の辻に現存する巨岩であったとされる[9]。

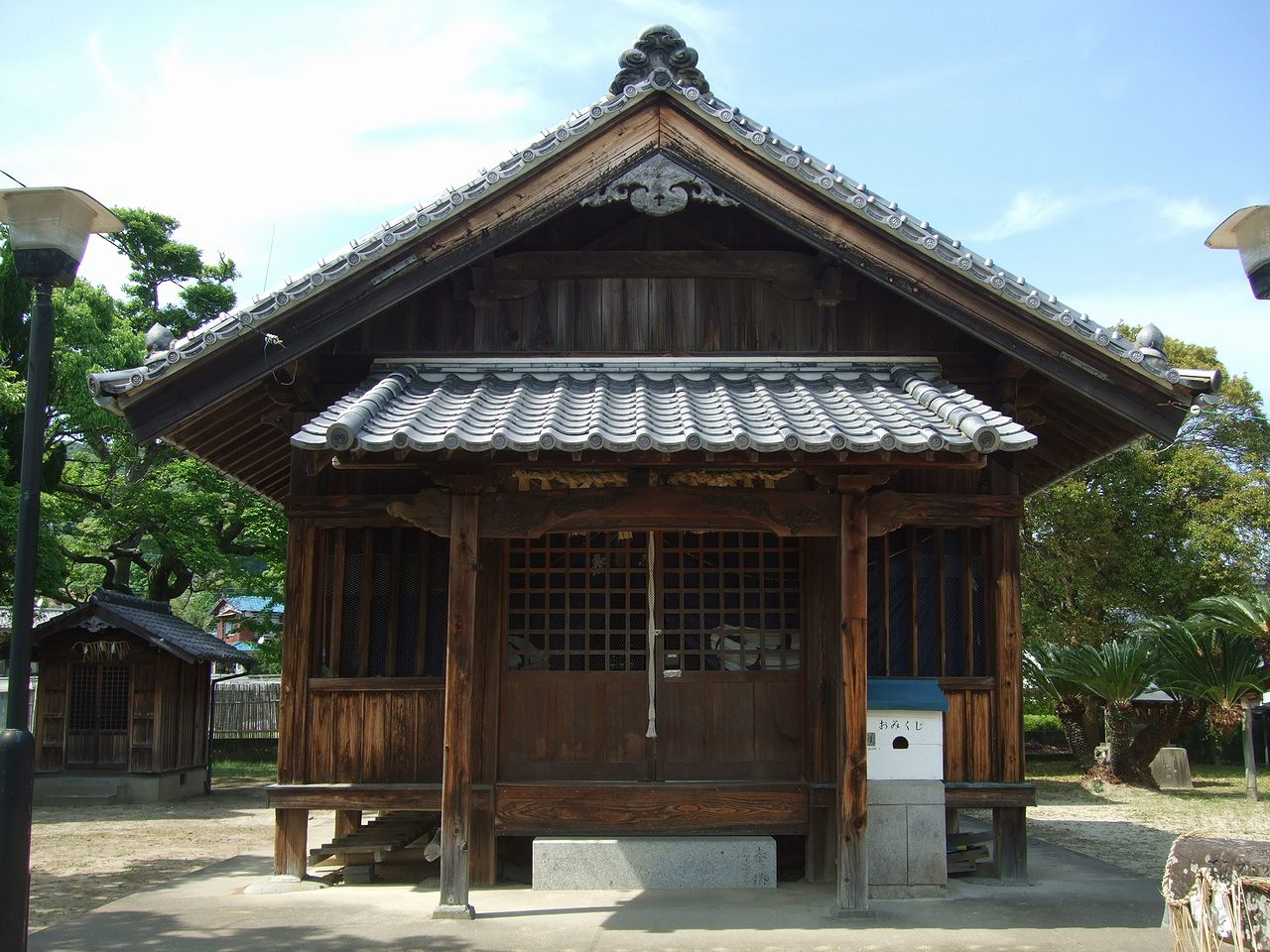
白鬚神社拝殿
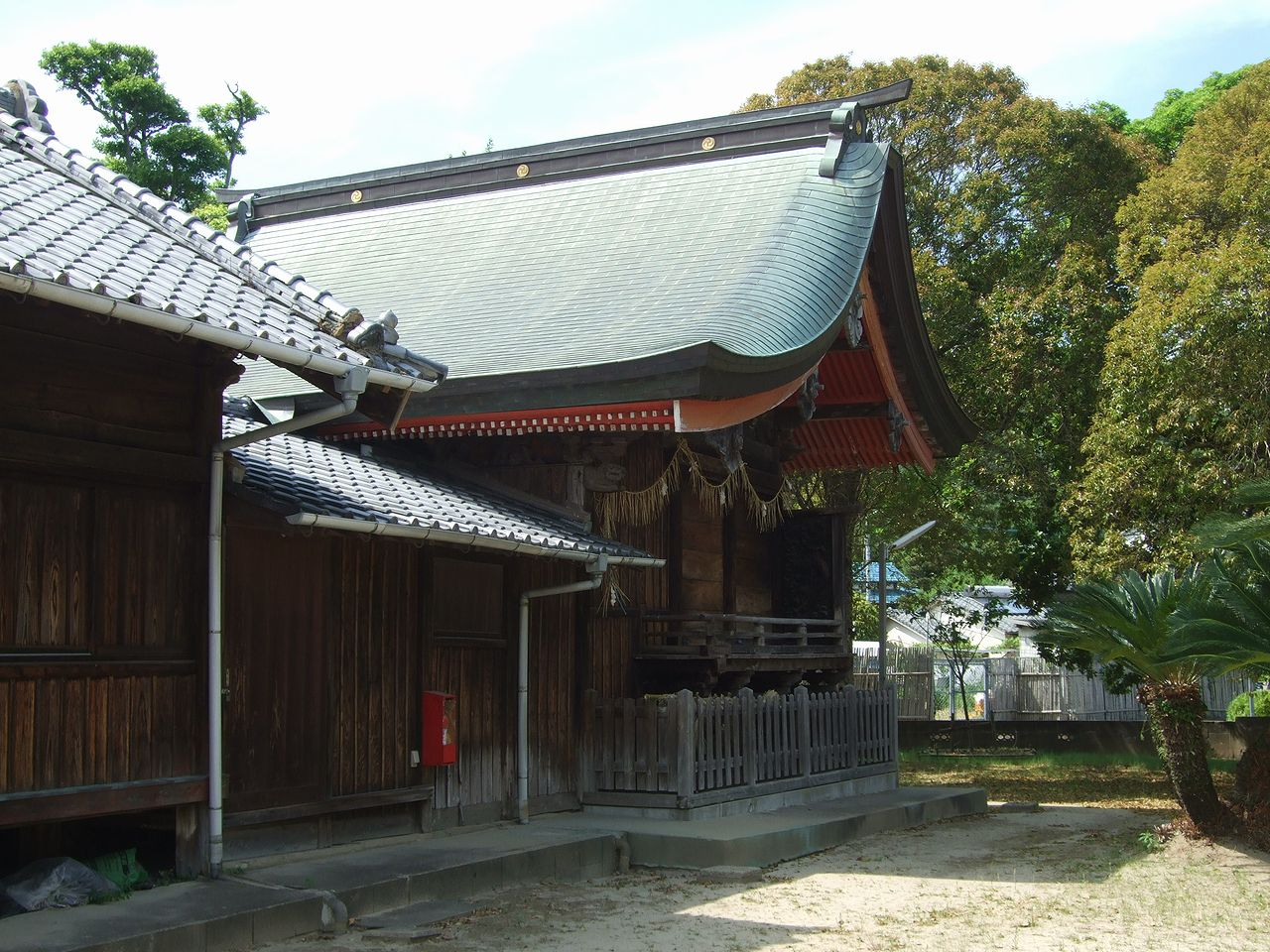
白鬚神社本殿
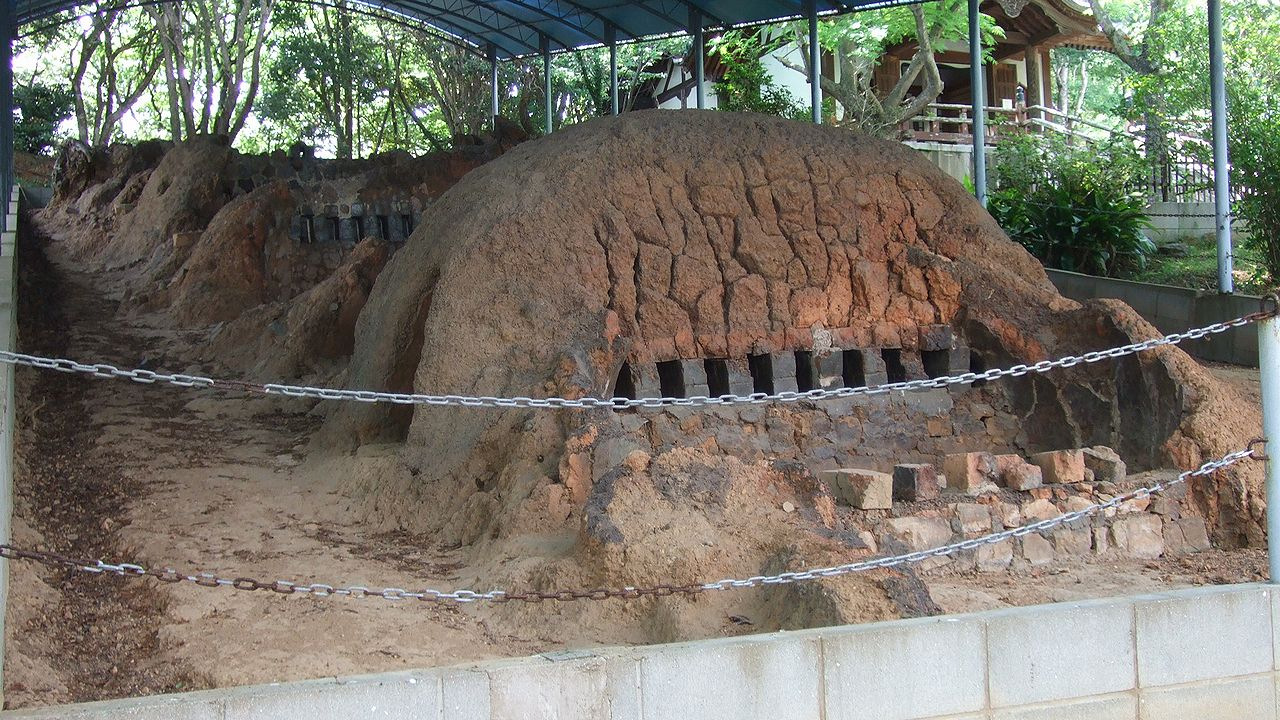
能古焼古窯跡（能古博物館敷地内）

## 交通

### 九州と能古島との交通

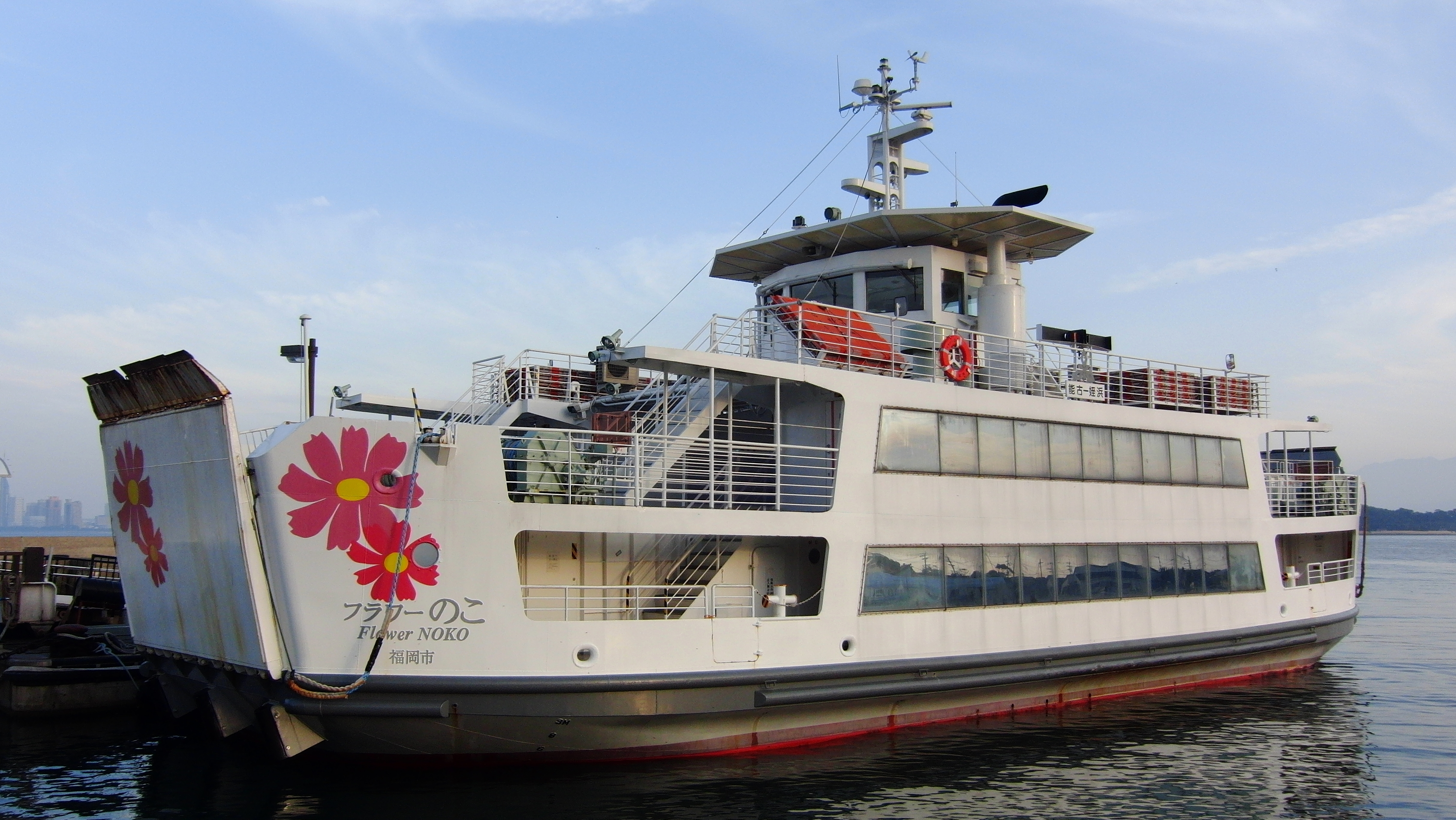
福岡市営渡船が、姪浜渡船場と能古島の間で運航している、フラワーのこ。

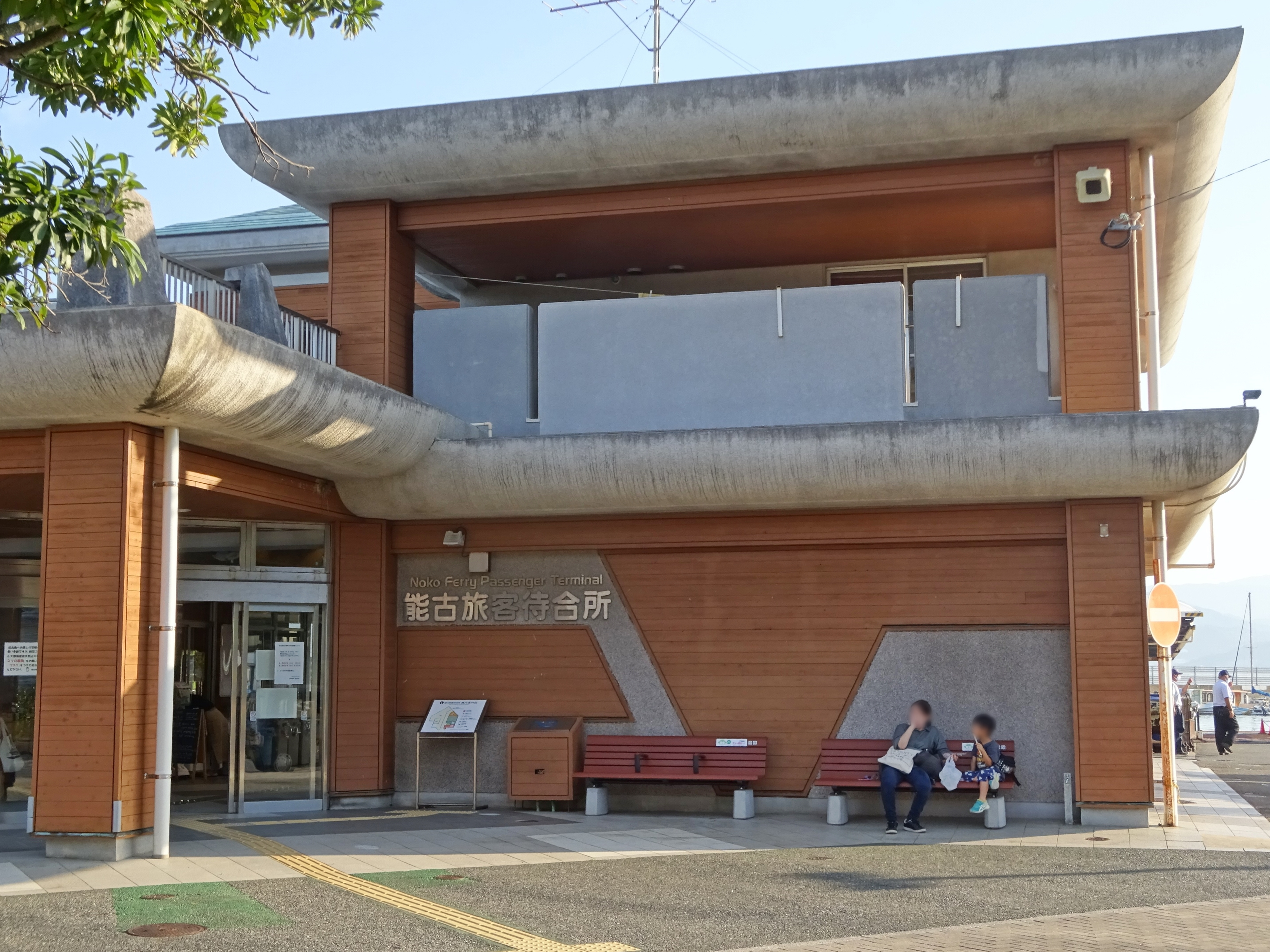
能古旅客待合所

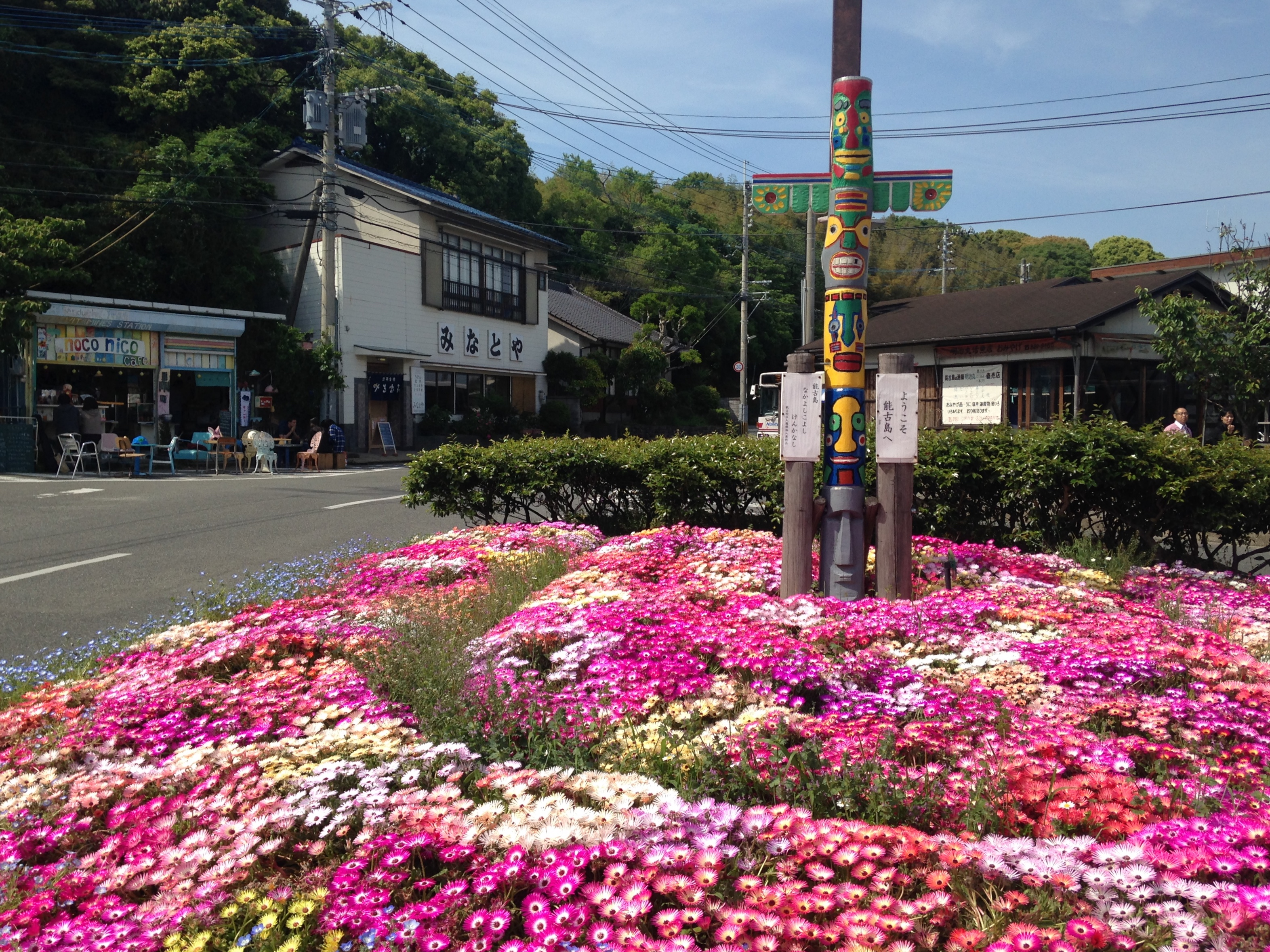
能古旅客待合所前の風景

福岡市営渡船
福岡市西区の姪浜旅客待合所（能古渡船場）と能古島を結ぶフェリー。平日は1日23便、日祝日は1日21便が、5時台から23時台にかけて運行される。朝と夕方は30分間隔、その他の時間帯は60分間隔で運航され、片道所要時間は約10分である。なお、春・秋の行楽シーズンは増便される。片道運賃は大人230円・小人120円。
姪浜旅客待合所へは福岡市中心部の天神・博多駅からバスが頻繁に運行されている。姪浜駅からは徒歩約25分。同駅からのバスも運行されている。
能古島へ定期運航されている船舶の中では唯一、自動車航送が可能である。しかし、島民の自動車が優先される。姪浜渡船場には駐車場も若干数が確保されているため、駐車場へ自家用車で乗り付け人だけが島に渡る方法も可能ではある。また多客期はマリノアシティ福岡と能古渡船場との間に無料シャトルバスが運行されるため、多客期だけはマリノアシティ福岡の駐車場も利用できる。
海上タクシー
行楽シーズンには福岡市公認の海上タクシーが運航される。姪浜旅客待合所横で随時搭乗受付を行い、定員に達し次第出航。所要時間は約5分である。片道運賃は大人500円、小人300円。
水上バス
天神中央公園（福博であい橋）と能古島を結ぶ。2010年7月17日より同年10月31日まで試験運航され、2011年3月27日からは定期運航が開始された。しかし、2014年10月1日以降は貸切便のみ運航に変わった。詳細は那珂川#水上バスを参照。

### 島内の交通

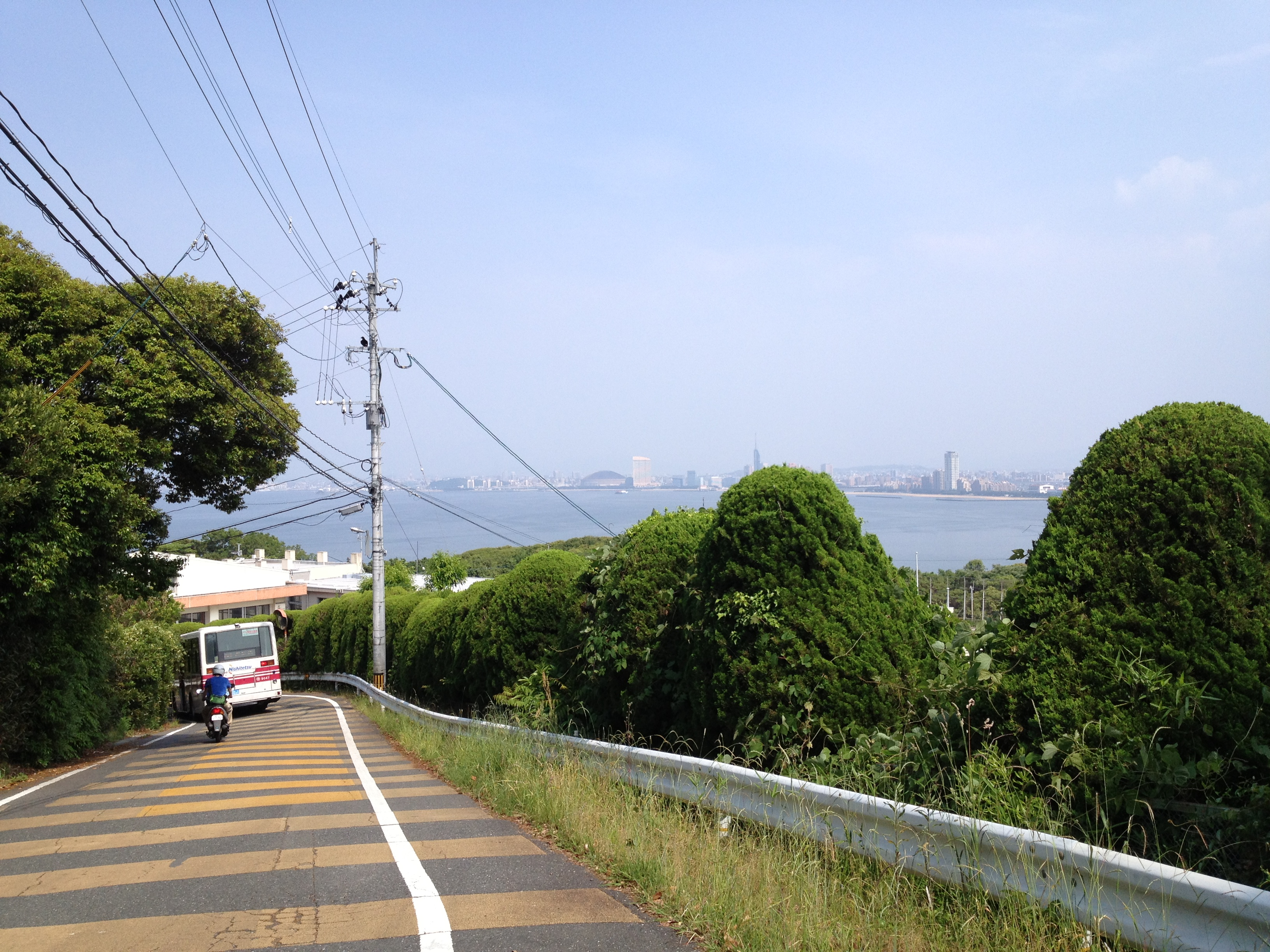
島内の道路。奥に西鉄バスが見える。

能古島の中心集落内、中央部、東岸部などに自動車通行可能な道路が整備されている。島内に信号機は無い。
1988年7月25日から、龍の宮（島の中心集落の西端部）とアイランドパークを結ぶ路線バスが運行している。本数は夜間を除いて概ね1時間に1本。多客期には渡船場前～アイランドパーク間で臨時便が多数運行される。開園当初から西鉄バスが運行開始する以前はアイランドパークが送迎バスで運行していた。

## 産業

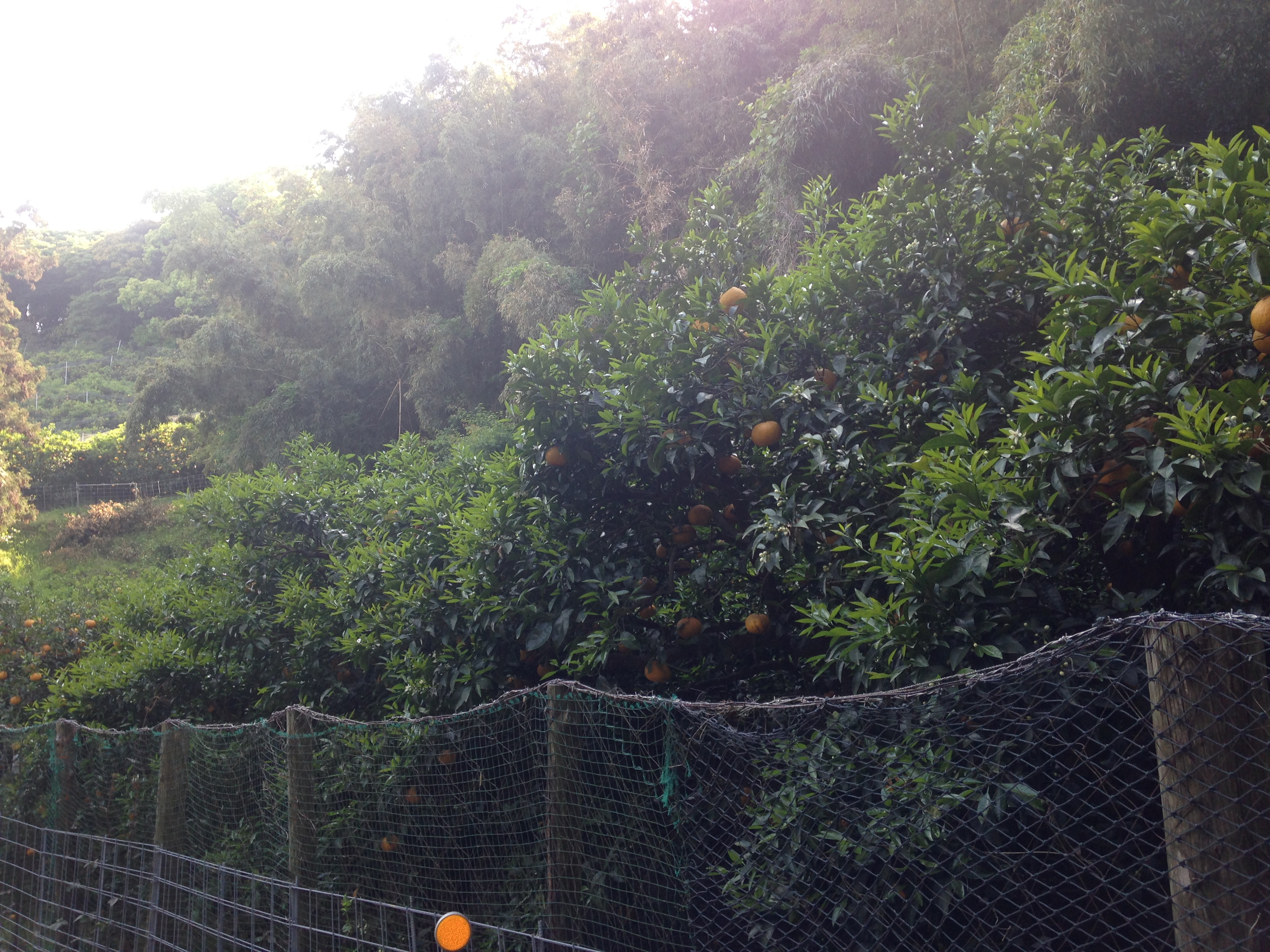
島内に植えられた、カワノナツダイダイの果樹。

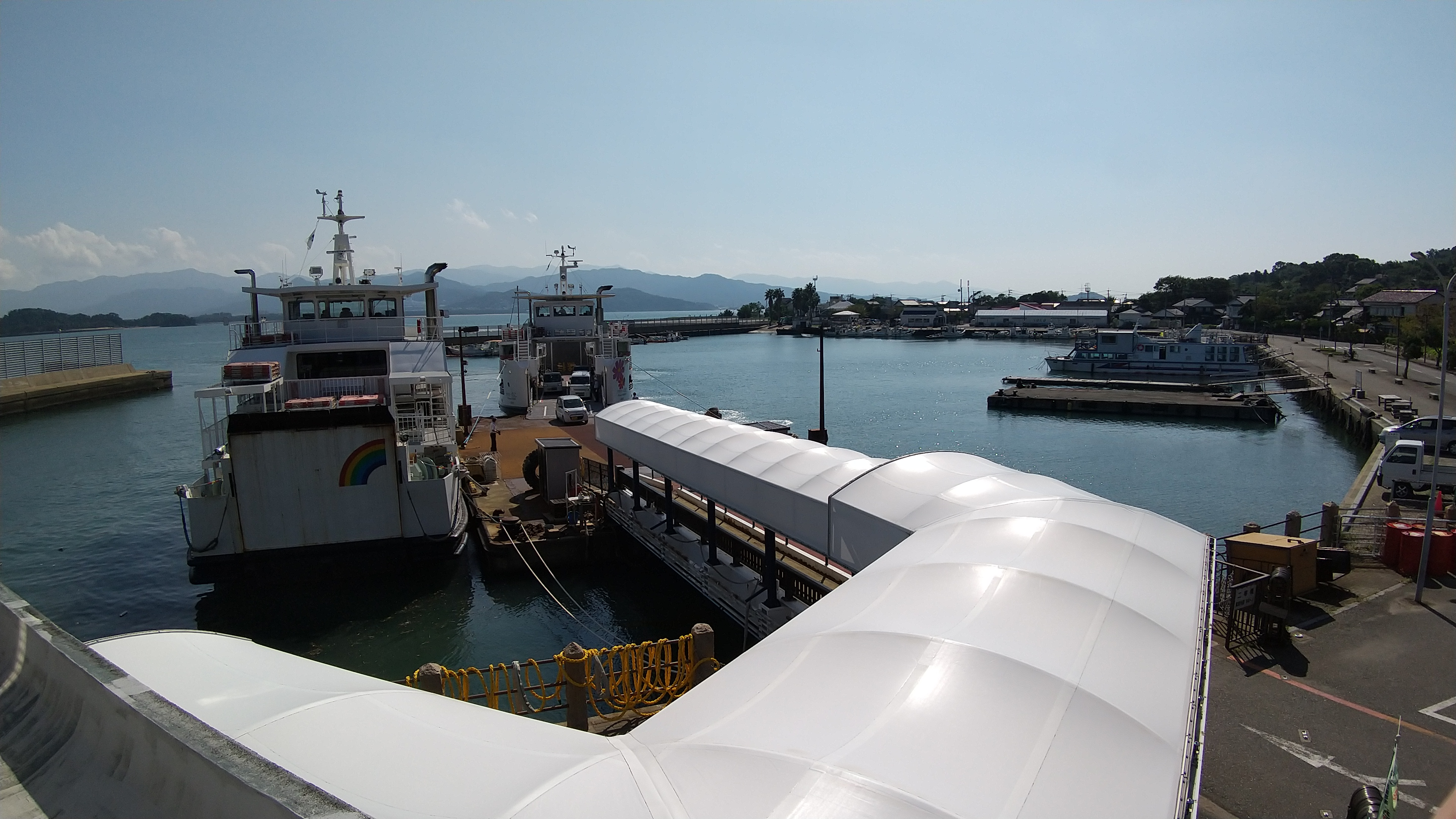
能古船だまり（漁業の本拠地で渡船場を含む）

「甘夏みかん」や「ニューサマーオレンジ」など柑橘類の栽培が盛んである。能古船だまりの近くに福岡市漁業協同組合の能古支所が置かれている。九州側から渡ってくる観光客を対象にした観光業も盛ん。

## 能古島の土産物・特産品

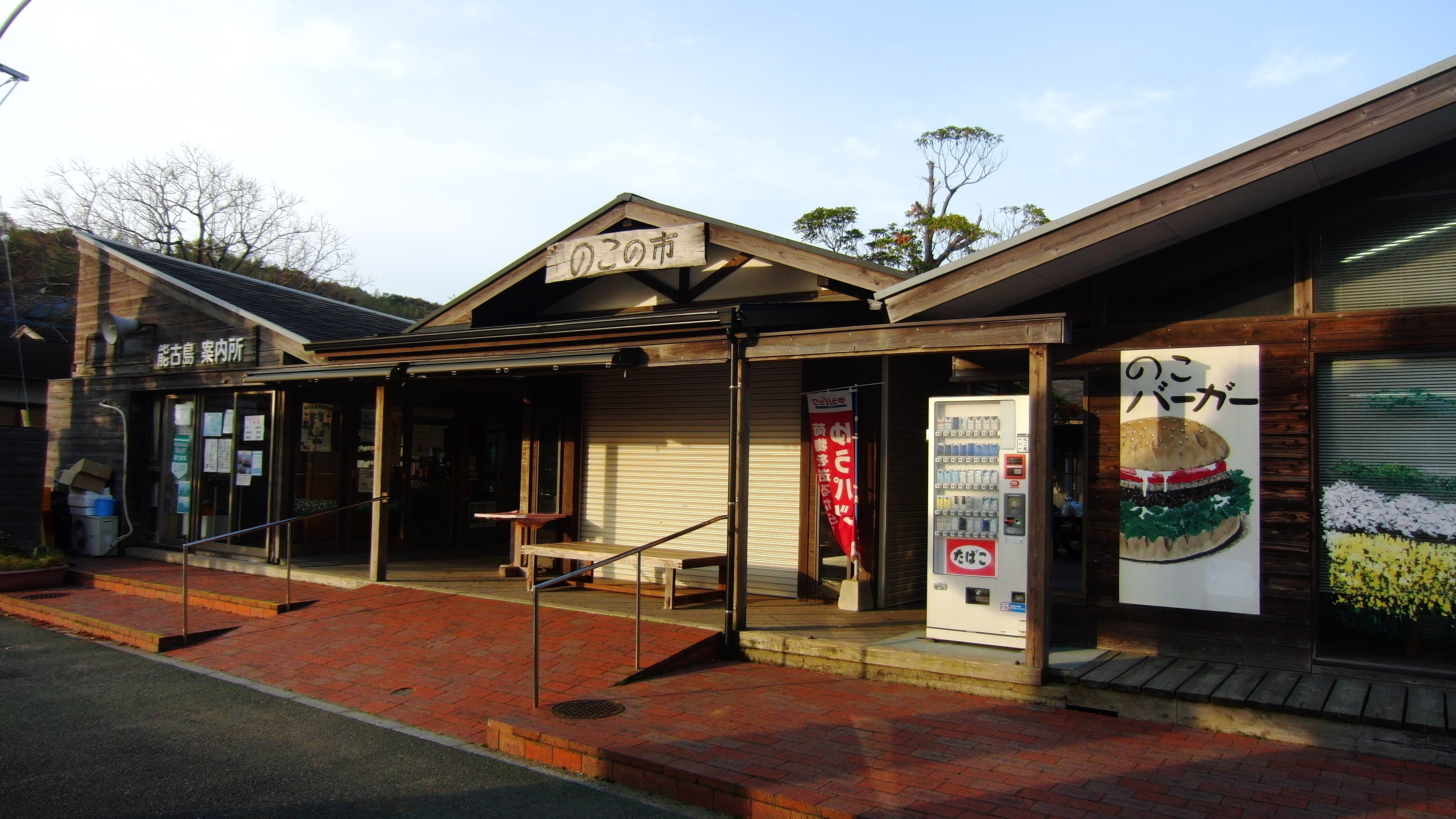
能古島の特産品が販売されている「のこの市」。

### 海産物
- アサリ - 3月から11月にかけて漁獲される。

### 果実
- 甘夏みかん - 4月初旬から6月初旬にかけて収穫される。
- ニューサマーオレンジ - 4月下旬から5月下旬にかけて収穫される。

### 料理・加工品
- 茶ぶりナマコ
- 茶ぶりツメタ貝
- 茶ぶりアカニシ貝
- 玄界灘ヤリイカ沖漬け
- 甘夏のど飴
- ニューサマーオレンジのど飴
- 早積みレモンのど飴
- 甘夏クッキー
- 能古島サイダー
- ノコリータ
- 甘夏ぽん酢

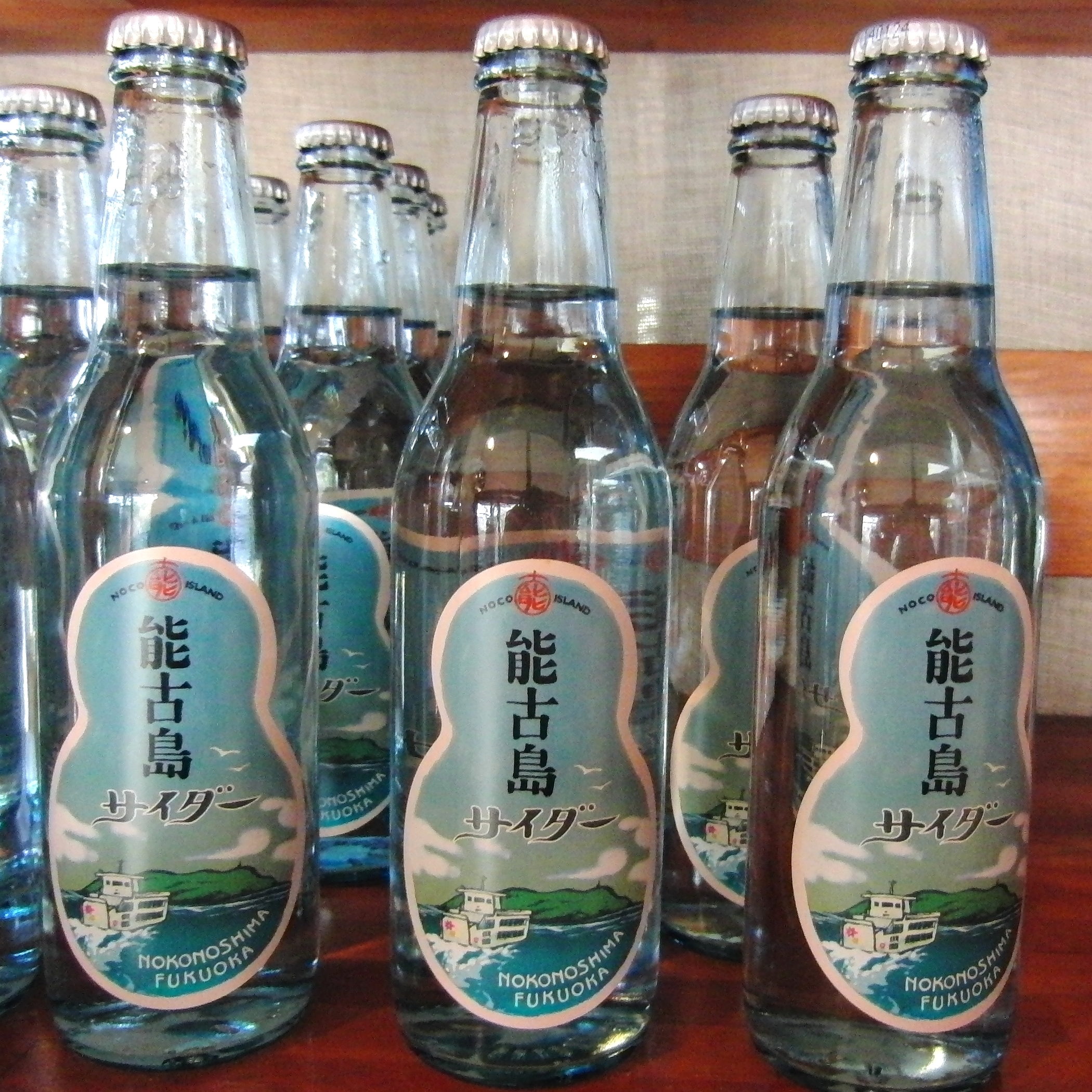
能古島サイダー

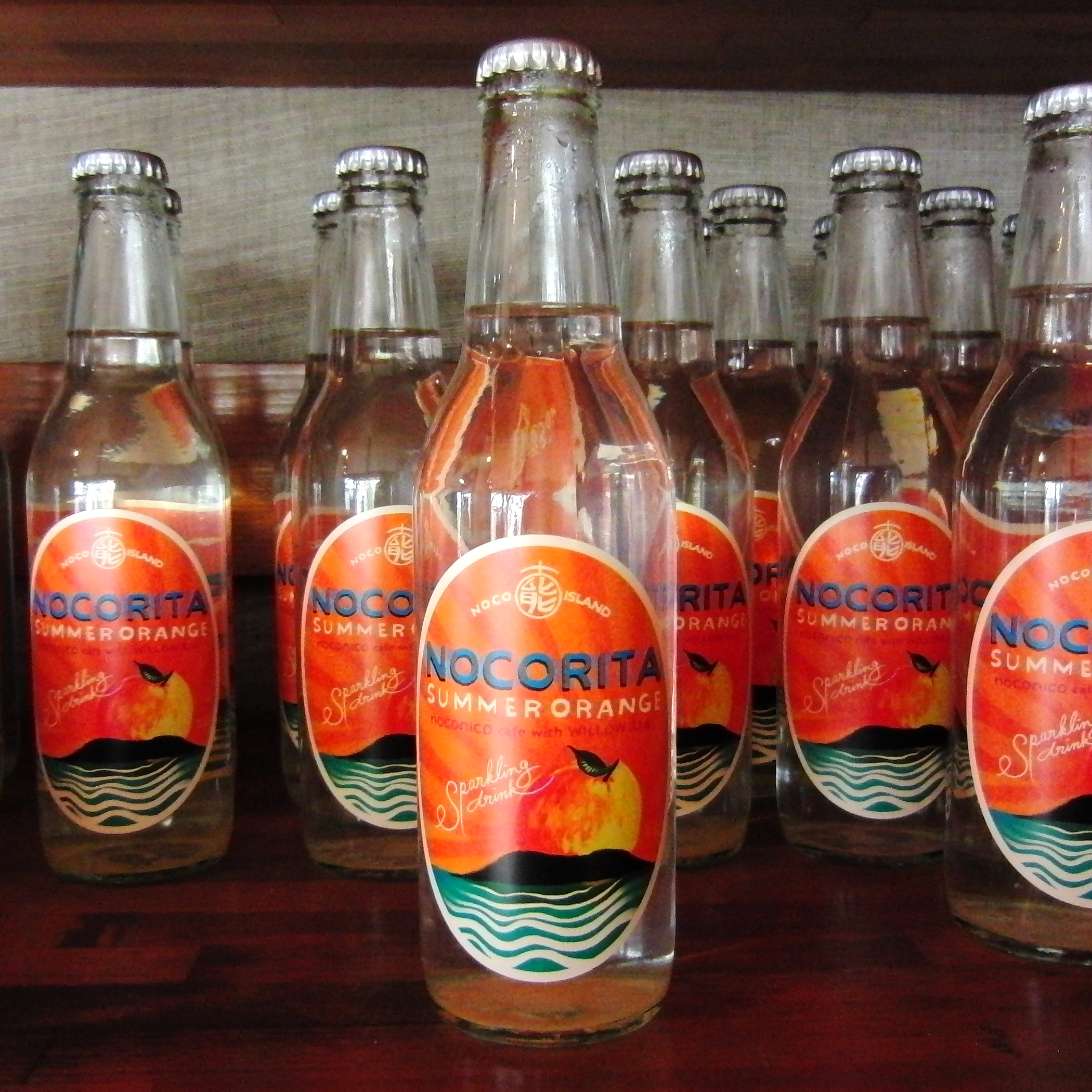
ノコリータ

- しあわせを呼ぶドレッシング（赤玉葱とニューサマーオレンジ）

## 民話
おさよ
おさよ伝説とも呼ばれている。能古島北西部の海に浮かぶ小さな無人島である象瀬にまつわる伝承、江戸時代頃に成立されたとされる。

## 能古島に関連した作品

### 音楽
- 井上陽水『能古島の片想い』 - アルバム『陽水II センチメンタル』に収録されている。

### 小説
- 檀一雄『火宅の人』 - 作中に登場。

### 映画
- 『ゴジラvsスペースゴジラ』 - 能古島の上空をスペースゴジラが通過する場面がある。

### 漫画
- たつひこ『ほとめくかかし』 - 能古島の観光施設「のこのしまアイランドパーク」が舞台。